# Pharmacia & Upjohn
Pharmacia & Upjohn是一家瑞典制药公司，1995年由瑞典Pharmacia公司与美国Upjohn公司合并重组而来，1999年收购孟山都的医学研究部门，2002年改名为Pharmacia Corp.，2003年被辉瑞收购，2020年辉瑞将其与邁蘭公司合并重组为新的晖致公司。